# Johan Harstad
Johan Harstad (Stavanger, 1979. február 10. –) norvég regényíró, novellaíró, drámaíró és grafikus. Oslóban él.

## Írói pályafutása

### Szépirodalom
Irodalmi debütálása 2001-ben történt, Herfra blir du bare eldre („Innentől kezdve csak öregszel”) című rövidprózai gyűjteményével. A következő évben Ambulanse („Mentőautó”) címmel novelláskötetet adott ki, 2005-ben pedig megjelent első regénye, a Buzz Aldrin, hvor ble det av deg i alt mylderet? („Buzz Aldrin, mi történt veled a nagy zűrzavarban?”). A regény fő helyszíne az Atlanti-óceán északi részén fekvő Feröer-szigetek. Egy olyan emberről szól, aki ahelyett, hogy a legjobb akarna lenni, úgy dönt, hogy a második legjobb lesz az életben, mint hőse, Buzz Aldrin, a második ember a Holdon. A regényből 2009-ben televíziós sorozat készült Chad Coleman, valamint más, ismert skandináv színészek, köztük Pål Sverre Valheim Hagen és Bjarne Henriksen főszereplésével. 2009-ben a könyv jogait eladták az Egyesült Államokba, Ausztráliába, Svédországba, Dániába, Finnországba, Hollandiába, Németországba, a Feröer-szigetekre, Olaszországba, Oroszországba, Törökországba, Dél-Koreába és Franciaországba. A Simon & Schuster kiadó egyik szerkesztője a könyv angolra fordítását követelve Harstad munkásságát Jonathan Safran Foeréhez hasonlította. 2011 júniusában jelent meg angolul a New York-i Seven Stories Press kiadónál, és a Kirkus Reviews 2011 legjobb szépirodalmi művei közé választotta, valamint az Electric Literature az év legszebb könyvei közé.
2007-ben Harstad kiadta a Hässelby című regényt, amely a gyermekkönyvekből ismert Alfie Atkins felnőttként való életéről szól, akit végül felelősnek tartanak a világvégéért. A regényre hatással van David Lynch Twin Peaks című tévésorozata, a szinkronicitás elmélete és Arthur Koestler The Roots of Coincidence (A véletlen gyökerei) című könyve.
2008-ban jelent meg első Sci-fi/horror regénye, a 172 Hours on the Moon (DARLAH), amely egy átmenet az ifjúsági és a felnőtt regényirodalom között. A regény, amely egy 2012-es (az amerikai kiadásban 2019-es) Holdra való visszatérésről szól, részben tisztelgés az 1970-es és 1980-as évek sci-fi és horrorfilmjei előtt. A DARLAH-ért 2008-ban elnyerte a Brage-díjat gyermekirodalom kategóriában. A regény jogait az Egyesült Államokba, Svédországba, Dániába, Finnországba, Hollandiába, Németországba, a Feröer-szigetekre, Törökországba, Dél-Koreába, Franciaországba, Mexikóba, Tajvanra, Brazíliába és Szerbiába adták el.
2015-ben jelent meg Max-Mischa-Tetoffensiven című, több mint 1000 oldalas regénye, amelynek középpontjában a drámaíró és színházigazgató Max Hansen élete áll, aki tizenévesen költözött szülőhazájából, Norvégiából az Egyesült Államokba. A mű holland fordítása elnyerte a 2018-as Europese Literatuur Prijs, az európai irodalom fordításáért járó díjat.
2019-ben elnyerte a Dobloug-díjat.

### Dráma
Harstad drámaíró is, négy műve 2008-ban jelent meg Bsider ('B-oldal') címmel. 2008 végén Harstadot felvették a Norvég Nemzeti Színház belső drámaírójává, aki elsőként töltött be ilyen pozíciót. A Nemzeti Színházban töltött ideje alatt elkezdett dolgozni egy terjedelmes, kétrészes drámán, amelyet 2010-ben Osv. ('Stb.') címmel adtak ki. A darab, amely a norvég kiadásban több mint 500 oldalas, 1994-ben játszódik, és egy amerikai családról szól, amelynek kapcsolata szétesőben van. Az apa, a vietnámi háború veteránja több mint két évtizeddel a hazatérése után idegösszeomlást kap, és a washingtoni Constitution Gardens parkba költözik, a vietnami veteránok emlékfala mellé. A lány Londonban küzd férje elvesztése után, a fiú pedig háborús fotós, aki európai és afrikai konfliktusokról tudósít. A boszniai háború, az első csecsen háború és a ruandai népirtás nagy szerepet játszik a darabban, mind helyszínként, mind a kilencvenes évek közepén egyre súlyosbodó konfliktusok példájaként. Harstad ezért a darabért 2014-ben megkapta a norvég Ibsen-díjat. Emellett jelölték egy másik Brage-díjra is.
2011-ben Harstad felügyelte a teljes Brødmannens memoarer-trilógia első előadását az oslói Black Box Teaterben, amely színház a modern és kortárs színházról ismert. A darabok mindegyike a komédia, a tragédia és az abszurditás keveréke. Az első rész, Akapulco egy fiktív svájci faluban játszódik Mexikóban, 1920-1930 körül. A második rész, az Ellis Iland 1906 és 1917 között játszódik Manhattanben, és két bevándorlóra, egy Barker nevű német és egy Sztoklitszkij nevű ukrán férfira összpontosít, akik azért küzdenek, hogy életet teremtsenek maguknak a városban. Barker könyvelő, de a főbérlőjük arra kényszeríti, hogy a New York-i csatornában dolgozzon aligátorokra vadászva, míg Stoklitsky, aki történetesen süket, megpróbál egy olyan szimfóniát komponálni tereminre, amely csak tökéletes kvinteket tartalmaz. A trilógia egyike volt a 2012-es norvég Ibsen-díj három jelöltjének.
Bár a szerző nem adott hivatalos magyarázatot, Harstad darabjaiban számos földrajzi név szándékosan rosszul van írva (pl. Washingtin, Akapulco, Ellis Iland, Mattrhorn). A Memoirs of a Breadman című műben olyan helyekre is történik utalás, mint Ithalia, Mexicoo, U.E.S.A, Zyrich, Miilano, Providense és Chikago.

### Non-fiction
Harstad 2012-ben adta ki első nem fikciós művét, a Blissard – A Book About Motorpsycho címűt. A könyv a norvég Motorpsycho zenekar és az 1996-os Blissard című albumuk életrajzának, valamint a szerzőnek a zenekar zenéjével és saját tinédzserkorával való hosszú távú kapcsolatáról szóló személyes beszámolójának keveréke. A könyv összesen 330 oldalából több mint 140 oldalt lábjegyzetek tesznek ki, ahol Harstad kibővíti a zenekarral kapcsolatos apróságokat, részleteket, irodalmi kitérőket és személyes történeteket, valamint interjúkat közöl a zenekarral kapcsolatban álló emberekkel, verseket, kritikákat és újságkivágásokat.

## Főbb művei
- Herfra blir du bare eldre, [Oslo]: Gyldendal, 2001. ISBN 82-05-29789-4
- Ambulanse, [Oslo]: Gyldendal, 2002. ISBN 82-05-30736-9
- Buzz Aldrin, hvor ble det av deg i alt mylderet?, [Oslo]: Gyldendal, 2005. ISBN 82-05-33959-7
- Hässelby, [Oslo]: Gyldendal, 2007. ISBN 9788205375772
- Darlah – 172 timer på månen (2008). 172 Hours on the Moon, trans. Tara Chance (Little, Brown, 2013)
- Bsider [Oslo]: Gyldendal, 2008. ISBN 9788205386013
- Osv. [Oslo]: Gyldendal, 2010. ISBN 9788205406131
- Motorpsycho – Blissard – bok om albumet Blissard fra Motorpsycho (2012)
- Manifest for folk flest (hvem vi er & hva vi gjør), prosa, Flamme (2013)
- Max, Mischa & Tetoffensiven [Oslo]: Gyldendal, 2015. ISBN 9788205473140
- Ferskenen : samlede verker : annotert utgave (2018). The Red Handler, trans. David Smith (Open Letter, 2024)
- Under brosteinen, stranden! (2024)

### Színdarab
- Grader av hvitt, 2007
- Washington, 2007
- Krasnoyarsk, 2008
- Brødmannens memoarer del 1: Akapulco, 2007
- Brødmannens memoarer del 2: Ellis Iland, 2009
- Brødmannens memoarer del 3: Mattrhorn (2010)
- Osv., 2010

### Magyarul
- Satöbbi; in: Jégszivárvány. Legújabb norvég drámák; szerk. Kovács Katáng Ferenc, ford. Kovács Katáng Ferenc, Borka László; Napkút, Budapest, 2014 (Drámatájak)
- Rajtakopó. Összegyűjtött írások. Annotált kiadás. Regény (Ferskenen) – Ø Kiadó, Budapest, 2024 · ISBN 9786156572066 · Fordította: Veress Kata

## Fordítás
- Ez a szócikk részben vagy egészben  a   Johan Harstad című angol Wikipédia-szócikk fordításán alapul.  Az eredeti cikk szerkesztőit annak laptörténete sorolja fel. Ez a jelzés csupán a megfogalmazás eredetét és a szerzői jogokat jelzi, nem szolgál a cikkben szereplő információk forrásmegjelöléseként.